# 1990-es Nickelodeon Kids’ Choice Awards
Ez a harmadik Nickelodeon Kids’ Choice Awards. amelyet 1990. április 23-án rendeztek Candlestick Park, Kaliforniában.

## Fellépő
- MC Hammer - U Can't Touch This

## Győztesek és jelöltek

### Kedvenc filmszínész
- Michael J. Fox - Vissza a jövőbe II

### Kedvenc filmszínésznő
- Lea Thompson - Vissza a jövőbe II

### Kedvenc film
- Nicsak, ki beszél!

### Kedvenc Tv színész
- Kirk Cameron

### Kedvenc Tv színésznő
- Alyssa Milano

### Kedvenc Tv show
- The Cosby Show

### Kedvenc rajzfilm
- Tini Nindzsa Teknőcök

## Nyálkás hírességek
- Dave Coulier
- Wil Wheaton

## Fordítás
- Ez a szócikk részben vagy egészben  a(z)   1990 Kids' Choice Awards című angol Wikipédia-szócikk ezen változatának fordításán alapul.  Az eredeti cikk szerkesztőit annak laptörténete sorolja fel. Ez a jelzés csupán a megfogalmazás eredetét és a szerzői jogokat jelzi, nem szolgál a cikkben szereplő információk forrásmegjelöléseként.